# 思肅太后
思肅太后（사숙태후，?—1107年）李氏，高丽仁州人。工部尙書李碩之女，是高丽宣宗的王后。
號延和宮妃，开始宣宗爲國原公。納之生高丽献宗及遂安宅主。宣宗卽位冊爲王妃。獻宗嗣位，尊爲太后，殿號中和。置永寧府。獻宗幼弱不能断事，太后稱制，主持軍國大事。獻宗薨后，有司奏罷永寧府及中和殿號。薨后谥号思肅太后。高丽睿宗二年（1107年）四月，睿宗（宣宗弟肃宗之子）欲以貞信賢妃祔葬宣宗。諫官奏：“貞信爲國原公妃，年月不久。思肅自嬪公府以至踐祚，內助居多，及太子繼統臨朝稱制者。三年獻宗遜位于肅宗，乃退。居舊宮，終無失德。宜以思肅升祔。”睿宗下制：“嫡庶之分，不可不別，更詳禮典以聞。”諫官復奏：“春秋之義，國君卽位未踰年者，不合列序昭穆，國君尙如此，請以思肅升祔。”高丽仁宗十八年（1138年）四月加謚貞和，高丽高宗四十年（1253年）十月加匡肅。